# Бургвальд
Бургвальд (нем. Burgwald) — община в Германии, в земле Гессен. Подчиняется административному округу Кассель. Входит в состав района Вальдек-Франкенберг. Население составляет 4881 человек (на 31 декабря 2010 года). Занимает площадь 41,29 км².
Община подразделяется на 5 сельских округов.